# Novoșîn, Dolîna
Novoșîn (în ucraineană Новошин) este localitatea de reședință a comunei Novoșîn din raionul Dolîna, regiunea Ivano-Frankivsk, Ucraina.

## Demografie
Componența lingvistică a localității Novoșîn
     Ucraineană (98,98%)
     Alte limbi (1,01%)
Conform recensământului din 2001, majoritatea populației localității Novoșîn era vorbitoare de ucraineană (98,98%), existând în minoritate și vorbitori de alte limbi.